# EC São Luiz
Der Esporte Clube São Luiz ist ein Fußballverein aus Ijuí im brasilianischen Bundesstaat Rio Grande do Sul. 

## Geschichte
São Luiz wurde am 20. Februar 1938 gegründet. Eine alte Halle, die zur Paróquia Nossa Senhora da Natividade, der Pfarrei Unserer Lieben Frau von der Geburt, gehörte, wurde vom damaligen Vikar, Pater Pio José Busanello, an Professor Angelino Alves dos Santos abgetreten. Auf Anregung des Vikar erhielt das Team den Namen von São Luiz. Durch die Kombination von Sportpraxis und Studium begann Professor Angelino, die Aufmerksamkeit der jungen Leute in der Stadt auf sich zu ziehen. Auf diese Weise konnte er die Anwesenheit der Schüler am Unterricht gewährleisten und den Jungen auch die Möglichkeit bieten, Fußball zu spielen. Auf diesem Weg entwickelte sich der Fußballverein. Das erste Spiel der Mannschaft, das aufgezeichnet ist, fand am 10. August des Gründungsjahres. Es wurde gegen EC Gaúcho gespielt und von São Luiz mit 3:1 gewonnen. Die Mannschaft ging von Anfang an in Rot-Weiß auf das Feld, woraus sich der Spitzname Rubro, portugiesisch für ein kräftiges, leuchtendes, dunkles, helles Rot, entwickelte.
Die Mannschaft von São Luiz begann zunächst im Amateursport Fuß zu fassen. 1954 wagte der Klub dann den Sprung in den Profisport und debütierte in der Série A2 der Staatsmeisterschaft von Rio Grande do Sul, der zweiten regionalen Liga des Bundesstaates. Das erste Spiel bestritt São Luiz zuhause am 30. Mai. Gegner war der EC Nacional aus Cruz Alta, welchem man mit 2:3 unterlag. Bis in die 1970er Jahre spielte der Klub mit wenigen Unterbrechungen in der Spielklasse.
1974 spielte São Luiz erstmals in der obersten Spielklasse der Staatsmeisterschaft und blieb hier bis einschließlich 1977. Dann zog sich der Klub aus dem Ligabetrieb zurück und kehrte erst 1986 zurück. Seitdem tritt man in einer der Ligen der Staatsmeisterschaft an.
Über gute Platzierungen in der Staatsmeisterschaft oder im Staatspokal von Rio Grande do Sul, qualifizierte sich São Luiz zur Teilnahme an nationalen Wettbewerben. So trat der Klub 1996 in der Série C, der dritthöchsten Spielklasse im brasilianischen Fußball an. Hier traf die Mannschaft in der Gruppe 15 auf drei Gegner. Die ersten beiden der Gruppe zogen in die zweite Runde ein. Nach seine sechs Spielen belegte São Luiz mit zwei Siegen und einem Unentschieden bei 8:10 Toren den letzten Platz und schied aus. Im Gesamtklassement reichte es für den 43. Platz bei 58 Teilnehmern.
Im Copa do Brasil, dem nationalen Pokalwettbewerb, gab São Luiz 2014 seinen Einstand. Als Viertplatzierter der Staatsmeisterschaft hatte man sich die Teilnahme erworben. In der ersten Runde traf der Klub auf den Nacional FC (AM). Nach Hin- und Rückspiel stand es 2:2 und 1:2, womit das Turnier für São Luiz wieder beendet war.

## Teilnahme an Fußballwettbewerben
| Wettbewerb                   | Teilnahmen                                                                               |
| ---------------------------- | ---------------------------------------------------------------------------------------- |
| Copa do Brasil               | 04× – 2014, 2020, 2023, 2024                                                             |
| Série C                      | 01× – 1996                                                                               |
| Série D                      | 03× – 2020, 2022, 2025                                                                   |
| Staatsmeisterschaft Série A  | 34× – 1974–1977, 1991–2003, 2006–2014, 2018–                                             |
| Staatsmeisterschaft Série A2 | 22× – 1954, 1956–1957, 1959, 1963–1966, 1970–1971, 1973, 1986–1990, 2004–2006, 2015–2017 |
| Staatsmeisterschaft Série B  | 02× – 1967–1968                                                                          |
| Staatspokal                  | 04× – 2004–2005, 2022–2023                                                               |

## Erfolge
- Staatsmeisterschaft von Rio Grande do Sul – Série A2: 1990, 2005, 2017
- Copa Federação Gaúcha de Futebol: 2022, 2023
- Recopa Gaúcha: 2024